# Герб комуни Гедемура
Герб комуни Гедемура (швед. Hedemora kommunvapen) — символ шведської адміністративно-територіальної одиниці місцевого самоврядування комуни Гедемура. 

## Історія
Від XVI століття місто Гедемура використовувало герб з ялиною. Його згадує королівський привілей Югана ІІІ, виданий для міста 1589 року. 

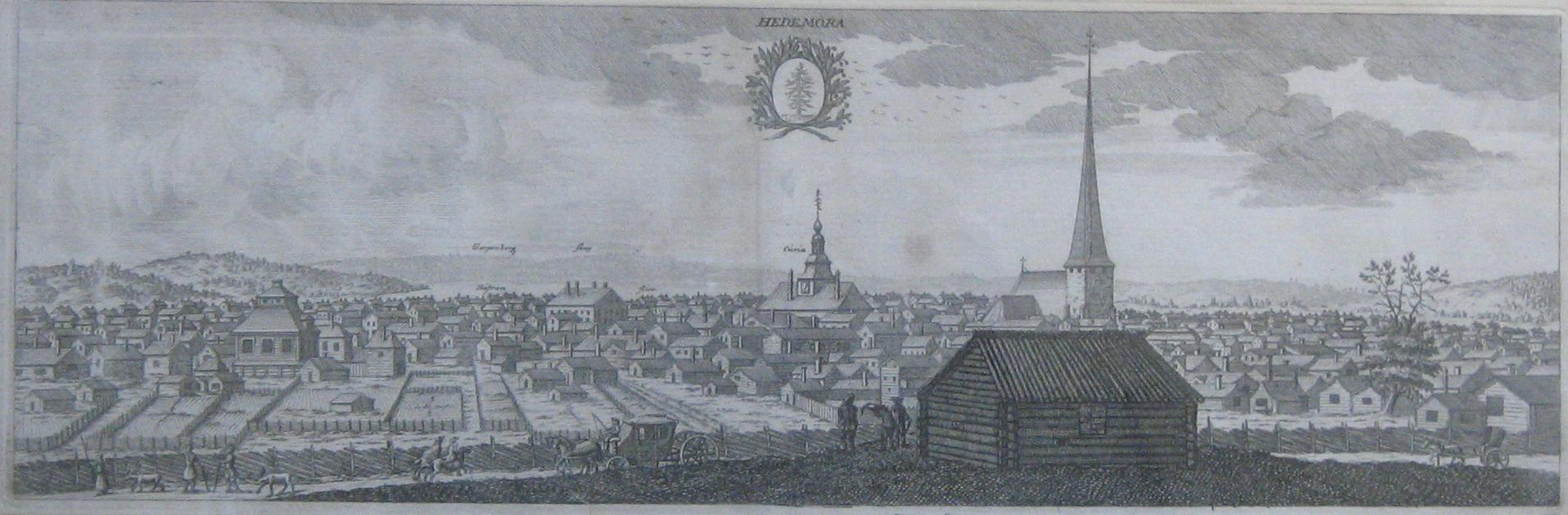
Герби на гравюрі з панорамою міста Гедемура (біля 1700 р.)

Герб отримав королівське затвердження 1943 року.  
Після адміністративно-територіальної реформи, проведеної в Швеції на початку 1970-х років, муніципальні герби стали використовуватися лишень комунами. Цей герб був перебраний для нової комуни Гедемура.
Герб комуни офіційно зареєстровано 1974 року.
Герби давніших адміністративних утворень, що увійшли до складу комуни, більше не використовуються.

Герб ландскомуни Гарпенберг (1946–1951)
Герб ландскомуни Гедемура (1944–1966)
Герб ландскомуни Гусбю (1944–1966)

## Опис (блазон)
У срібному полі зелена ялина.

## Зміст
Ялина уособлює лісове господарство та природні багатства.   